# 타이거 항공
타이거 항공(중국어: 欣豐虎航, 영어: Tiger Airways, 타밀어: டைகர் ஏர்வேசு)은 2003년부터 2017년까지 싱가포르의 저비용 항공사였다. 허브 공항은 싱가포르 창이 국제공항이였으며 2003년에 설립하였다.

## 역사
2003년 싱가포르 항공이 타이거 에이비에이션과 출자하여 설립한다. 싱가포르 창이 국제공항의 버젯 터미널을 이용하고 있다. 2007년에 타이거 항공 오스트레일리아를 설립해 취항했다. 같은 해 11월 대한민국의 인천과 제휴해 인천타이거항공을 설립하는 계획을 발표했으나 국내 항공사의 반발과 법적인 문제에 설립에 난항을 겪으면서 인천광역시는 대한항공의 계열사인 진에어와 손을 잡는 방향으로 바꾸었고 사실상 무산되고 말았다.
2017년 6월 25일 스쿠트 항공과 합병하면서 역사속으로 사라졌다.

## 보유 기종[2]
타이거 항공의 보유 기종

## 같이 보기
- 만다라 항공
- 타이거 항공 오스트레일리아
- 타이거 항공 타이완
- 세브고